# Borstbeeld van Sun Yat-sen
Het borstbeeld van Sun Yat-sen in Paramaribo staat aan de Dr. Sophie Redmondstraat.
Het beeld staat op het terrein van de Surinaams-Chinese vereniging Kong Ngie Tong Sang die op 16 april 1880 werd opgericht. Deze Chinese vereniging is daarmee de oudste maar ook de grootste in Suriname. Het doel is de eigen tradities te bewaken en Chinese Surinamers te helpen bij sociale problemen en omstandigheden.
Sun Yat-sen (1866-1925) was leider van de Kuomintang. Hij had in 1911 een sleutelrol in de omverwerping van de Qing-dynastie en werd de eerste president van de Eerste Republiek China (vanaf 1912). Hij wordt daarom wel beschouwd als de vader van het moderne China.
Het beeld werd op de honderdste geboortedag van Sun Yat-sen op 12 november 1966 onthuld. Het staat op een sokkel van twee meter hoog. Hieraan is een koperen bord bevestigd met daarop een eerbetoon van meer dan achthonderd woorden.